# Kayentapus ambrokholohali
Kayentapus ambrokholohali  a megatheropoda alrendbe sorolt dinoszauruszfaj. A Kayentapus ambrokholohaliok ragadozók voltak, 57 centiméter hosszú és 50 centiméter széles lábnyomaikat Afrikában, azon belül is Lesotho területén fedezték fel Manchester, Fokváros és Sao Paul egyetemeinek kutatói. A Kayentapus ambrokholohali a kora jura korban létezett.